# Sainte-Tulle
 Sainte-Tulle  (en occitano Santa Túlia) es una población y comuna francesa, situada en la región de Provenza-Alpes-Costa Azul, departamento de Alpes de Alta Provenza, en el distrito de Forcalquier y cantón de Manosque-Sud-Est.

## Demografía
| 1857 | 2458 | 2520 | 2805 | 2855 | 3055 | 3398 | 3475 |
| Para los censos de 1962 a 1999 la población legal corresponde a la población sin duplicidades (Fuente: INSEE [Consultar]) |      |      |      |      |      |      |      |